# Mountaineers d'Appalachian State
Mountaineers d'Appalachian State  (en anglais : Appalachian State Mountaineers) est le nom donné au club omnisports universitaire de l'université d'État des Appalaches basée à Boone en Caroline du Nord et dont les 17 équipes sportives, tant féminines que masculines, participent aux compétitions organisées par la National Collegiate Athletic Association au sein de sa Division I.
Les équipes des Mountaineers sont membres depuis la saison 2014 de la Sun Belt Conference de cette division, à l'exception de l'équipe féminine de hockey sur gazon qui est membre de la Mid-American Conference depuis 2017.
Avant de militer en NCAA Divivision I FBS, les programmes évoluaient au sein de la Southern Conference en NCAA Division I FCS (1971-2014).
En football américain, les Mountaineers ont développé des rivalités avec les programmes suivants :
- Georgia Southern
- Marshall (The Old Mountain Feud)
- Coastal Carolina (Deeper than Hate (en))
- Western Carolina (en) (Battle for the Old Mountain Jug (en))